# Johan Engstrand (1753-1835)
Johan Engstrand, född 5 oktober 1753 i Fryele församling, Jönköpings län, död 14 april 1835 i Lenhovda församling, Kronobergs län, var en svensk präst.

## Biografi
Johan Engstrand föddes 1753 på Lilla Enga i Fryele församling. Han var son till bonden Nils Jönsson och Catharina Persdotter. Engstrand blev 1775 student vid Lunds universitet och disputerade 1776. Han prästvigdes 22 september 1779 och fick vice pastors titel 1783. År 1784 blev han komminister i Gårdsby församling och 1796 kyrkoherde i Lenhovda församling. Engstrand blev 1800 prost och var samma år riksdagsman i Norrköping. Han föreslogs som amiralitets superintendentsämbetet i Karlskrona 1807. Engstrand avled 1835 i Lenhovda församling.

### Familj
Engstrand gifte sig 8 oktober 1785 med Margareta Christina Wieselgren (1764–1846). Hon var dotter till kyrkoherden Jonas Wieselgren och Sophia Wiesel i Lenhovda församling. De fick tillsammans barnen Sophia Gustafva Engstrand (1786–1847) som var gift med kyrkoherden Johan Engstrand i Lenhovda församling, Fredrica Engstrand (född 1789) som var gift med kyrkoherden Jonas Sandell i Fröderyds församling och Lona Catharina Engstrand (1794–1796).